# Bruitparif
Bruitparif est l'observatoire du bruit en Île-de-France. C'est une association à but non lucratif créée en 2004 chargée de caractériser l’environnement sonore, d’informer le public avec des informations fiables, indépendantes et transparentes sur le bruit en Île-de-France et d’aider les autorités dans l’élaboration de leur politique de prévention et de lutte contre le bruit.

## Missions
Bruitparif constitue en premier lieu un outil d’analyse et de suivi permanent du bruit. Dans ce but, elle met en œuvre tous moyens d'observation ou de description, réalise des études permettant de caractériser l'environnement sonore et l'évaluation des expositions au bruit en constituant un  « plan de prévention du bruit dans l'environnement ». L'association développe, gère et met à jour une base de données alimentée, notamment, par un réseau de mesures permanent propre à l’association. Ces données sont susceptibles d’être intégrées aux différents systèmes d’informations géographiques régionaux permettant ainsi d'éclairer les politiques publiques.

### Observation et évaluation du bruit en Île-de-France

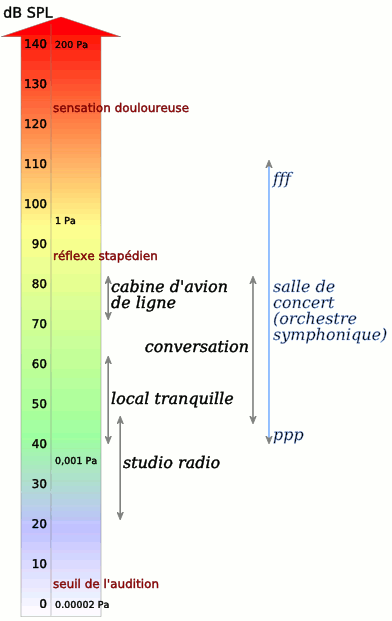
Échelle des niveaux sonores, voir Décibel (bruit), avec seuil d'apparition du « réflexe stapédien » et de la douleur

L'association réalise ou fait réaliser également des mesures, modélisations, enquêtes, cartes, sur la base des différents éléments d’information scientifique et technique, mis à disposition par les différents partenaires et professionnels concernés.
L'observatoire s'intéresse aux types de bruits suivants:
- bruit lié aux infrastructures de transports terrestres
- bruit lié au trafic aérien
- bruit lié aux activités commerciales, industrielles ou de loisir
- bruit lié à la vie locale
- bruit dans les établissements recvant du public

L’association favorise les échanges entre les différents acteurs publics, associatifs et privés intervenant dans son champ de compétences. L’association peut enfin participer à et développer des coopérations et échanges régionaux, nationaux et internationaux utiles à l’amélioration de la connaissance des phénomènes liés au bruit et à ses effets.

### Accompagnement des politiques publiques
L’observatoire permet de fédérer un grand nombre d’acteurs afin de permettre la définition, l’amélioration et l’évaluation des politiques publiques de prévention et de lutte en matière de nuisances sonores sur le territoire. Il accompagne les collectivités territoriales dans la mise en œuvre de la directive européenne 2002/49/CE, notamment en matière d’élaboration de leur « plan de prévention du bruit dans l'environnement » et anime le « Forum des acteurs », réseau qui permet de valoriser et de diffuser les bonnes pratiques en matière de prévention et de gestion du bruit dans l'environnement.

### Information et sensibilisation
Bruitparif joue un rôle d'information par la diffusion des données, des études et des informations sur l'environnement sonore en Île-de-France. L'association participe à des opérations de sensibilisation du grand public.

### Programmes spécifiques
Au-delà des missions d’intérêt général conduites par l’association sur le long terme, l’association participe ou conduit des programmes spécifiques :
- Recherche appliquée ainsi que des actions expérimentales visant à développer le savoir-faire professionnel en environnement sonore urbain tout en mettant en application les connaissances issues de la recherche.
- Coopérations et échanges régionaux, nationaux et internationaux à des fins d’amélioration des connaissances en matière de bruit et de préservation de l’environnement sonore.
- Des activités d’intérêt général à but non lucratif dans le domaine environnemental, dès lors que celles-ci peuvent se trouver facilités par l’expérience acquise par l’association dans le cadre de l’exercice de ses missions, le transfert de compétences ou par la mise en commun de moyens.

## Projets et réalisations

### L'indice Harmonica
Mise en place de l'indice européen « Harmonica », porté par Bruitparif et Acoucité. Ce projet lancé en 2011 a créé un indicateur innovant et parlant, proche du ressenti des populations, lisible sur une échelle de 0 à 10, et intégrant les pics de pollution sonore. Quatre types d'indices ont été testés sur huit sites déjà surveillés en Île-de-France et dans la communauté urbaine du grand Lyon dès 2012. Un indice opérationnel a été créé, et un site internet donne les résultats des mesures depuis le mois de juillet 2014.
L’indice Harmonica permet d'apporter, de manière synthétique et parlante, plusieurs informations combinées sur l'environnement sonore :
- Une note comprise entre 0 et 10 pour donner le niveau de pollution sonore. Plus la note est élevée et plus l'environnement sonore est dégradé.
- Deux formes superposées pour distinguer la contribution du bruit de fond (rectangle) et des événements sonores (triangle).
- Trois couleurs (vert/orange/rouge) pour indiquer la situation par rapport aux valeurs de référence en matière de bruit. Ces couleurs tiennent compte des périodes de la journée (diurne/nocturne) car la sensibilité au bruit la nuit est accrue.
Calculé au pas de temps horaire, l’indice Harmonica permet de traduire les variations du bruit au cours de la journée et de la nuit. Une valeur moyenne est également calculée chaque jour pour la période diurne (6-22h), la période nocturne (22-6h) et la totalité de la journée (24h). Une plateforme en ligne diffuse les résultats d’indice Harmonica.

### Le réseau et la plateforme RUMEUR

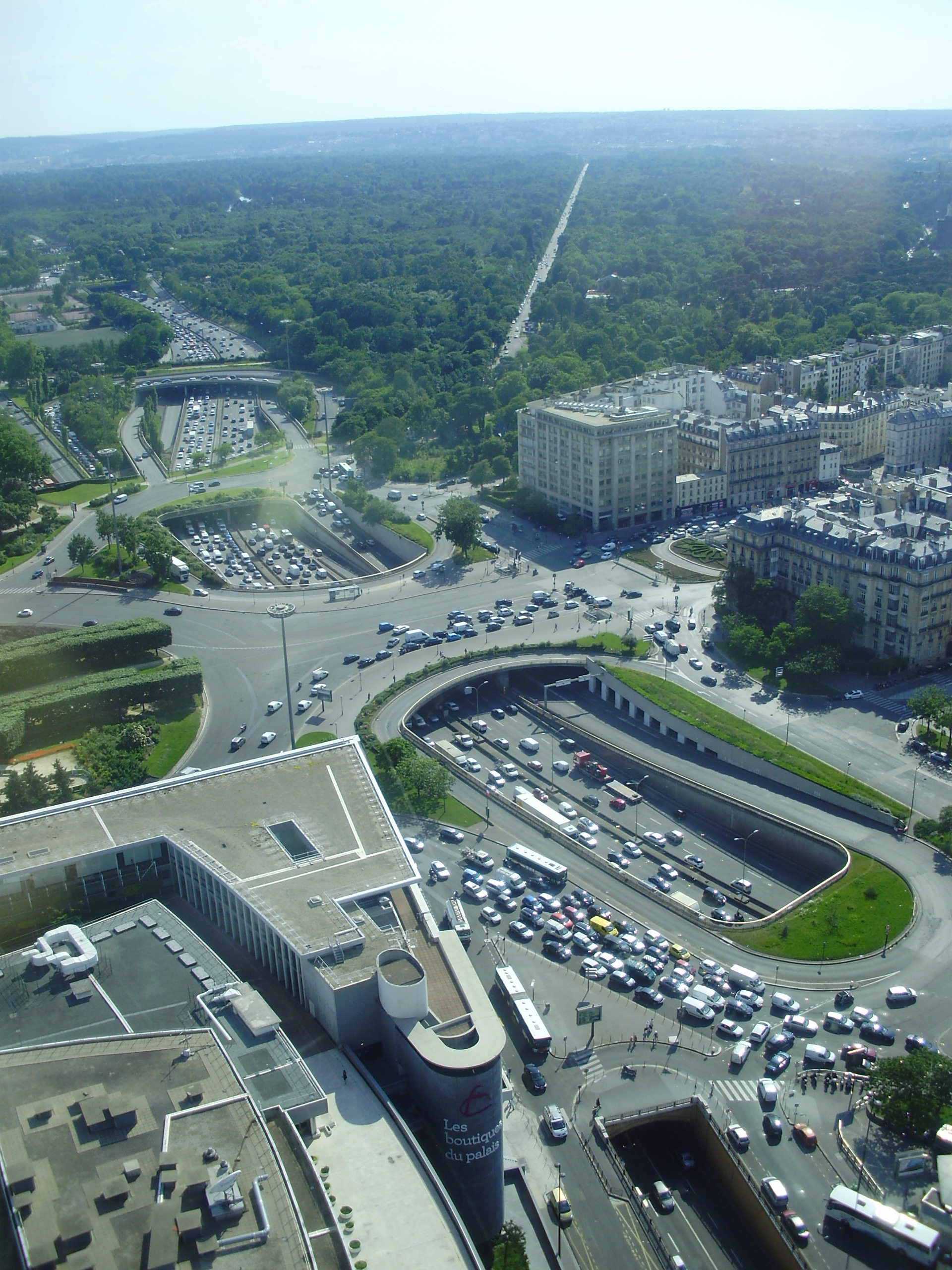
Echangeur Boulevard périphérique de Paris à la Porte Maillot

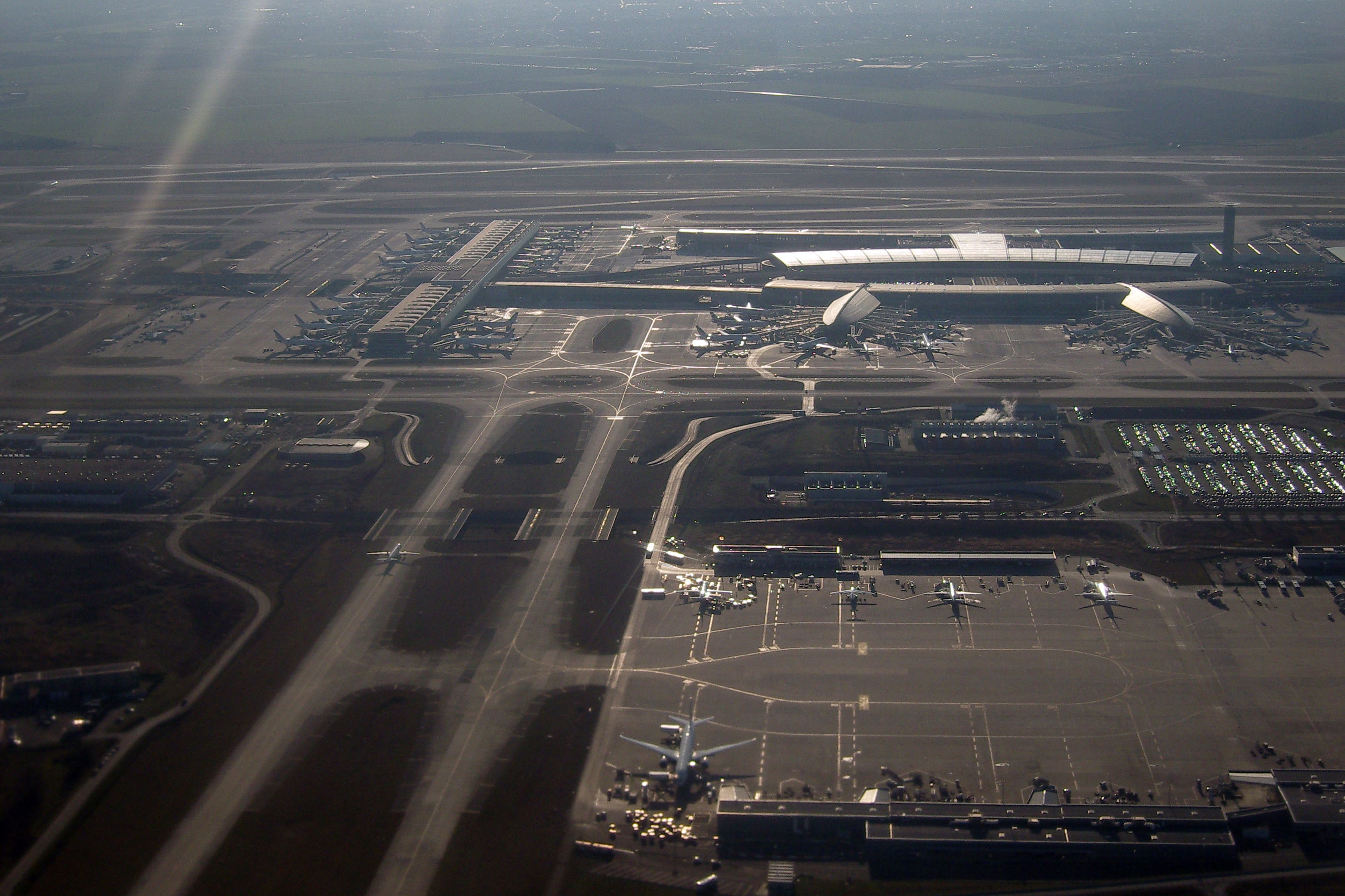
Vue de l'aéroport de Paris-Charles-de-Gaulle

RUMEUR est l'acronyme de "Réseau Urbain de Mesure de l’Environnement sonore d’Utilité Régionale", développé et exploité par Bruitparif. C’est l’observatoire métrologique de l’environnement sonore en Île-de-France qui repose sur des stations permanentes et des mesures ponctuelles. Début 2015, le réseau Rumeur compte 45 stations permanentes et plus de 400 mesures ponctuelles.
Bruitparif a développé une infrastructure informatique permettant de rapatrier en temps réel l’ensemble des données collectées par les moyens de mesure déployés sur le territoire régional vers un serveur central. Une fois dans la base de données de Bruitparif, les données brutes collectées par les appareils de mesure sont ensuite analysées par les équipes de Bruitparif (ingénieurs, acousticiens) afin de produire des indicateurs et des données statistiques, à disposition des Franciliens.
Les mesures du réseau sont également mises à disposition de tous en temps réel sur la plateforme internet Rumeur. Chaque Francilien peut ainsi accéder aux données collectées en temps réel par les stations permanentes de mesure du bruit déployées par Bruitparif en Ile-de-France. Pour chaque station, la plateforme permet un accès détaillé aux variations du bruit sur n’importe quelle période sélectionnée par l’internaute ainsi qu’aux différents indicateurs de bruit calculés au pas de temps horaire puis agrégés par période de la journée, par jour, par semaine et par mois. Des rapports statistiques annuels en version pdf complètent l’information et permettent de suivre les évolutions de l’environnement sonore sur le long terme sur le site.
Afin de mieux traduire la gêne des populations exposées au trafic aérien, le public trouve des indicateurs événementiels qui s’intéressent aux pics de bruit: niveau maximal atteint au cours d’un passage d’avion, émergence par rapport au bruit de fond.
L’application a été conçue dans l’objectif de donner le maximum de transparence à l’information en rendant facilement compréhensible et intuitive la manière dont le bruit fluctue dans le temps.

### La carte du bruit d'Ile de France

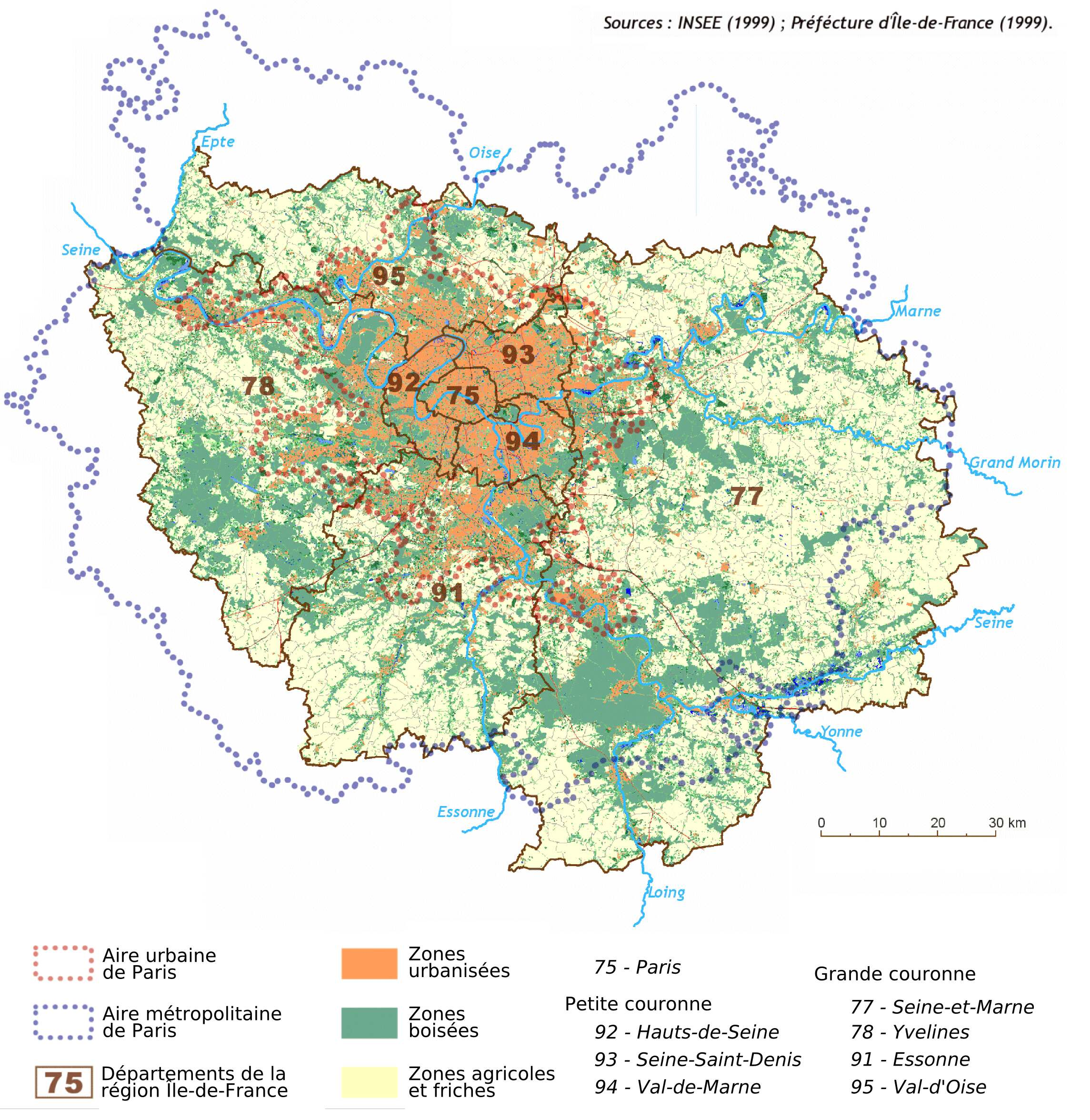
Aire et zones de l'Île-de-France

La directive européenne 2002/49/CE a demandé aux États membres de réaliser des cartographies du bruit le long des grandes infrastructures de transport et au sein des agglomérations de plus de 250 000 habitants (depuis 2007) et de plus de 100 000 habitants (depuis 2012) et d'établir une estimation des populations exposées. Ces cartes servent de base à l’élaboration au "plan de prévention du bruit dans l'environnement", et doivent être réactualisées tous les 5 ans.
Au sein de la région Île-de-France, ce sont ainsi 215 autorités compétentes qui sont chargées de réaliser les cartes stratégiques de bruit exigées dans le cadre de la première échéance (2007) de la directive :
- les préfectures des huit départements Franciliens pour les cartes des grandes infrastructures de transports au sein de chacun des départements.
- les quelque 207 communes et intercommunalités qui sont situées au sein de l'agglomération parisienne et qui disposent de la compétence « lutte contre les nuisances sonores ».
Bruitparif a pu agréger l’ensemble des cartes produites par ces autorités dans le cadre de la première échéance afin de produire une première estimation des expositions au bruit des transports au sein de l’Île-de-France.
Afin de faciliter la réactualisation des cartes et de gagner en cohérence technique, Bruitparif coordonne la réalisation d’une cartographie régionale du bruit, dans le cadre d’une charte associant les différents acteurs impliqués.

## Historique
- Dès 1999, La Région Ile-de-France mène une politique d'accompagnement des communes dans la mise en œuvre de plans d'actions de lutte contre bruit[14]. En 1999, le contrat de plan État-Région prévoit également la création d’un observatoire du bruit, organisme qui fonctionnerait sur le modèle d’Airparif dans le domaine de l’air[15].
- L'idée de créer un observatoire compétent pour tous les bruits, terrestres et aériens, dans les huit départements franciliens est à nouveau abordée lors du colloque du 13 février 2003 sur la mesure du bruit organisé par l’association Ile-de-France Environnement (IDFE)[16].
- La Région conduit le projet et, le 29 septembre 2004, les statuts de l’Observatoire régional du bruit en Ile-de-France – intitulé Bruitparif – ont été déposés en Préfecture de police de Paris.

L’objet de cette association loi de 1901 est, « dans sa zone de compétence qui recouvre l’ensemble du territoire régional, de mesurer le bruit, d’évaluer la gêne sonore, de développer la connaissance, de diffuser toute information et d’élaborer des indicateurs en matière de bruit lié aux infrastructures et au bruit aérien, aux activités économiques, à la vie locale et dans l’habitat.
Il s'agit d'une démarche volontariste puisque les Conseils Régionaux n'ont pas de compétence particulière dans le domaine de la lutte contre le bruit comme c'est le cas dans le domaine de l'air (Plan Régional pour la Qualité de l'Air) ou des déchets (Plan Régional pour l'Élimination des Déchets Ménagers et Assimilés).

## Composition de l'association
Bruitparif est une association loi de 1901 à but non lucratif. L´assemblée générale est composée de l’ensemble des représentants des membres de l’association répartis en quatre collèges :
- État et ses établissements publics
- Collectivités territoriales (Région, départements, communes et intercommunalités)
- Activités économiques
- Associations, organismes professionnels et des personnalités qualifiées

Les membres fondateurs de l’association sont les suivants : 
L’État, La Région Île-de-France, le Conseil économique et social régional d’Île-de-France, le conseil général de l'Essonne, le département de Paris, le conseil général de Seine-et-Marne, le conseil général des Hauts-de-Seine, le conseil général des Yvelines, le conseil général de la Seine-Saint-Denis, le conseil général du Val-de-Marne, le conseil général du Val-d'Oise, Aéroports de Paris, la Chambre Régionale de Commerce et d’Industrie de Paris Île-de-France, la RATP, la SNCF, l’ADEME, le syndicat CICF GIAC, le Centre d’Information et de Documentation sur le Bruit (CIDB), le Directeur du Laboratoire central de la Préfecture de Police (en tant que personnalité qualifiée), le Directeur de l’Observatoire du bruit de Paris (en tant que personnalité qualifiée), l’Observatoire Départemental de l’Environnement Sonore du Val-de-Marne (ODES), la Directrice de l’Observatoire Régional de la Santé d’Ile de France (en tant que personnalité qualifiée), l’ADVOCNAR, le CRAFAL, Île-de-France Environnement, UFC Que choisir IDF, le Syndicat national des médecins spécialisés ORL et chirurgie cervico-faciale.
En juin 2015, Bruitparif comptait 100 membres.

## Présidents de l'association
- 2009-2011 : Abdelali Meziane
- 2012-2016 : Julie Nouvion
- 2016-2021 : Didier Gonzales
- 2021-2022 : Robin Reda
- Depuis 2022 : Olivier Blond

## Sources et bibliographie
: document utilisé comme source pour la rédaction de cet article.
- Institut des villes, Villes, santé et développement durable, Paris, La Documentation Française, 2007, 550 p. (ISBN 978-2110064516)

### Documentaires et reportages
- Emmanuelle Bailly, « les berges de la Seine rive droite vont être réaménagées », France 3 Paris Île-de-France, 2015.
- « Bruit de Paris », reportage d'Arte Future (France 2015, 3 min)[18].
- « Notre bruit quotidien », documentaire d'Arte de Dorothee Kaden (Allemagne 2014, 56 min)[19].
- Marie-Noelle Delaby, « Pollution sonore : un nouvel indicateur au diapason des usagers », reportage d'Allô Docteurs sur France 5, 3 juillet 2014 [20].
- « Evaluer les nuisances aériennes : focus sur le sonopode de Bruitparif », Actu-environnement, 18 mars 2011[21].

### Articles scientifiques
- (en) Catherine Lavandier, « Measurements of acoustic environments for urban soundscapes: Choice of homogeneous periods, optimization of durations, and selection of indicators », The Journal of the Acoustical Society of America, vol. 134, no 1,‎ 2013, p. 813-21 (ISSN 0001-4966)

### Articles de presse
- Anthony Laurent, « 30 % du périphérique parisien recouvert d’un revêtement anti-bruit d’ici 2016 », Le Moniteur, no 22 juin,‎ 2015 (ISSN 0026-9700)
- Quentin Périnel, « Les travaux de couverture du périph’ rendront-ils les riverains plus heureux? », Le Figaro, no 17 juin,‎ 2015 (ISSN 0182-5852)
- Alexis Orsini, « Bruit, pollution, bouchons... que vont changer les zones 30 à Paris ? », L'Obs,‎ 2015 (ISSN 0029-4713)
- A.P., « Lutter contre le bruit sans couvrir le périphérique », Les Échos, no 29 avril,‎ 2015 (ISSN 0153-4831, lire en ligne, consulté le 28 juillet 2015).
- H.A., « Aéroport de Toulouse : le bruit des avions dépasse les limites », Audition-infos,‎ 2015
- « Pollution sonore : un nouvel indicateur mis au point par des acousticiens », RTL, no 3 juillet,‎ 2014 (lire en ligne, consulté le 28 juillet 2015).
- « Vert, orange ou rouge, les couleurs de la "pollution sonore" », Sciences et Avenir, no 3 juillet,‎ 2014 (ISSN 0036-8636, lire en ligne, consulté le 28 juillet 2015).
- « Bruitparif dévoile une étude sur les bruits autour de l'aérodrome », Le Parisien, no 27 mars,‎ 2012 (ISSN 0767-3558, lire en ligne, consulté le 28 juillet 2015).
- « « Bruitparif » à la rescousse de l’ouïe des jeunes », Radio France internationale, no 11 avril,‎ 2012 (lire en ligne, consulté le 28 juillet 2015).
- « 41 000 riverains du périphérique parisien subissent des nuisances sonores », Libération, no 27 septembre,‎ 2012 (ISSN 0335-1793, lire en ligne, consulté le 28 juillet 2015).
- « Le site Internet qui mesure le bruit », Le Parisien, no 29 septembre,‎ 2011 (ISSN 0767-3558, lire en ligne, consulté le 28 juillet 2015).
- JM Gradt, « Pollution sonore : le "périf" ne respecte pas les normes », Les Échos, no 19 janvier,‎ 2010 (ISSN 0153-4831, lire en ligne, consulté le 28 juillet 2015).
- Charles de Saint Sauveur, « Enfin, Bruitparif arrive ! », Le Parisien, no 23 juin,‎ 2002 (ISSN 0767-3558, lire en ligne, consulté le 28 juillet 2015).

### Colloques professionnels
- « An innovative approach for long-term environmental noise measurement: RUMEUR network in the Paris region », Fanny Mietlicki, Euronoise, Maastricht, 3 juin 2015[22].
- « Experiment of low-noise road surfaces on the Paris ring-road », Fanny Mietlicki, Internoise, Innsbruck, 15-18 septembre 2013
- « Designing tools to support noise action planning on a large scale: the role of a regional noise observatory », Lucie Echaniz, Fanny Mietlicki, Mathilde Comment, Internoise, Innsbruck, 15-18 septembre 2013
- « New method for helicopter noise mapping », Fanny Mietlicki, Internoise, Innsbruck, 15-18 septembre 2013
- « Noise generated by late-night establishments: a new monitoring and management tool », R. Da Silva, Fanny Mietlicki, Matthieu Sineau, Internoise, Innsbruck, 15-18 septembre 2013
- « Noise generated by the Paris ring-road: state of knowledge and issues », Carlos Ribeiro, Fanny Mietlicki, Matthieu Sineau, Internoise, Innsbruck, 15-18 septembre 2013